# Danie van Tonder
Danie van Tonder (Boksburg, 12 maart 1991) is een Zuid-Afrikaans golfer die actief is op de Sunshine Tour.

## Loopbaan
Voordat van Tonder een golfprofessional werd, in 2011, won hij enkele golftoernooien bij de amateurs. In 2012 maakte hij zijn debuut op de Sunshine Tour en na zijn eerste seizoen eindigde hij op een 20ste plaats op de Order of Merit.
In 2014 behaalde van Tonder zijn eerste profzege op de Sunshine Tour door het Investec Royal Swazi Sun Open te winnen nadat hij de play-off won van de Zuid-Afrikanen Jared Harvey en Jacques Blaauw.

## Prestaties

### Amateur
Zuid-Afrika
- 2009: Ekurhuleni Open
- 2010: Mpumalanga Open, Eastern Province Open, Central Open

### Professional
Sunshine Tour
| Nr. | Datum        | Toernooi                                 | Score        | Score | Info                                                                  |
| --- | ------------ | ---------------------------------------- | ------------ | ----- | --------------------------------------------------------------------- |
| 1   | 10 mei 2014  | Investec Royal Swazi Sun Open            | 48           | 48    | Stableford-formule Won de play-off van Jared Harvey en Jacques Blaauw |
| 2   | 27 juni 2014 | Vodacom Origins of Golf Tour at Euphoria | 67+67+70=204 | –12   | [ 3 ] [ 4 ]                                                           |

## Prijzen
- Sunhine Tour Rookie of the Year: 2012